# 오루이촌
오루이촌(일본어: 大類村)은 일본 군마현 군마군에 설치되었던 촌이다.